# Raffia (tijdschrift)
Raffia Magazine of simpelweg Raffia is een tweetalig Engels-Nederlands interdisciplinair online tijdschrift over gender, diversiteit en feminisme, verbonden aan Radboud Gender & Diversity Studies van de Radboud Universiteit Nijmegen.

## Geschiedenis

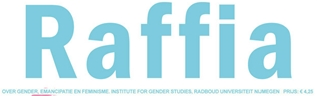
Oude logo gedrukt op nummer 26.2 (juli 2014)

Het eerste nummer van Raffia werd in maart 1989 gepubliceerd door het Centrum voor Vrouwenstudies (CvV), dat in 2005 werd hernoemd tot Institute for Gender Studies (IGS). Het was 28 jaar lang een gedrukt tijdschrift dat drie keer per jaar verscheen. Er werden (en worden) artikelen in het Nederlands en Engels geschreven over gender, feminisme en emancipatie door studenten, docenten, wetenschappers en experts. Het laatste gedrukte nummer verscheen in maart 2016, waarna het Institute for Gender Studies in juli 2016 werd opgeheven en vervangen door het netwerk Radboud Gender & Diversity Studies. Raffia maakte een nieuwe start als digitale publicatie en is sinds 8 maart 2017 een online tijdschrift verbonden aan het netwerk Radboud Gender & Diversity Studies.

## Activiteiten
Raffia Magazine publiceert artikels rond de relevante thema's geschreven door studenten, wetenschappers, alsmede door kunstenaars en emancipatoire organisaties, zowel in het Engels als in het Nederlands. De bijdragen komen uit verschillende velden binnen en buiten de wetenschap, waaronder letteren, sociale wetenschappen, geneeskunde en de beeldende kunst. De redactie bestaat uit studenten van de Radboud Universiteit Nijmegen uit verschillende disciplines.